# 郭英泽
郭英泽（？—），中国女子手球运动员，中国国家女子手球队成员。曾代表中国参加1984年夏季奥林匹克运动会女子手球比赛，并获得铜牌。